# Oposição (astronomia)

Configurações planetárias no Sistema Solar projetadas no plano da eclíptica. O planeta na parte inferior da figura está em oposição.

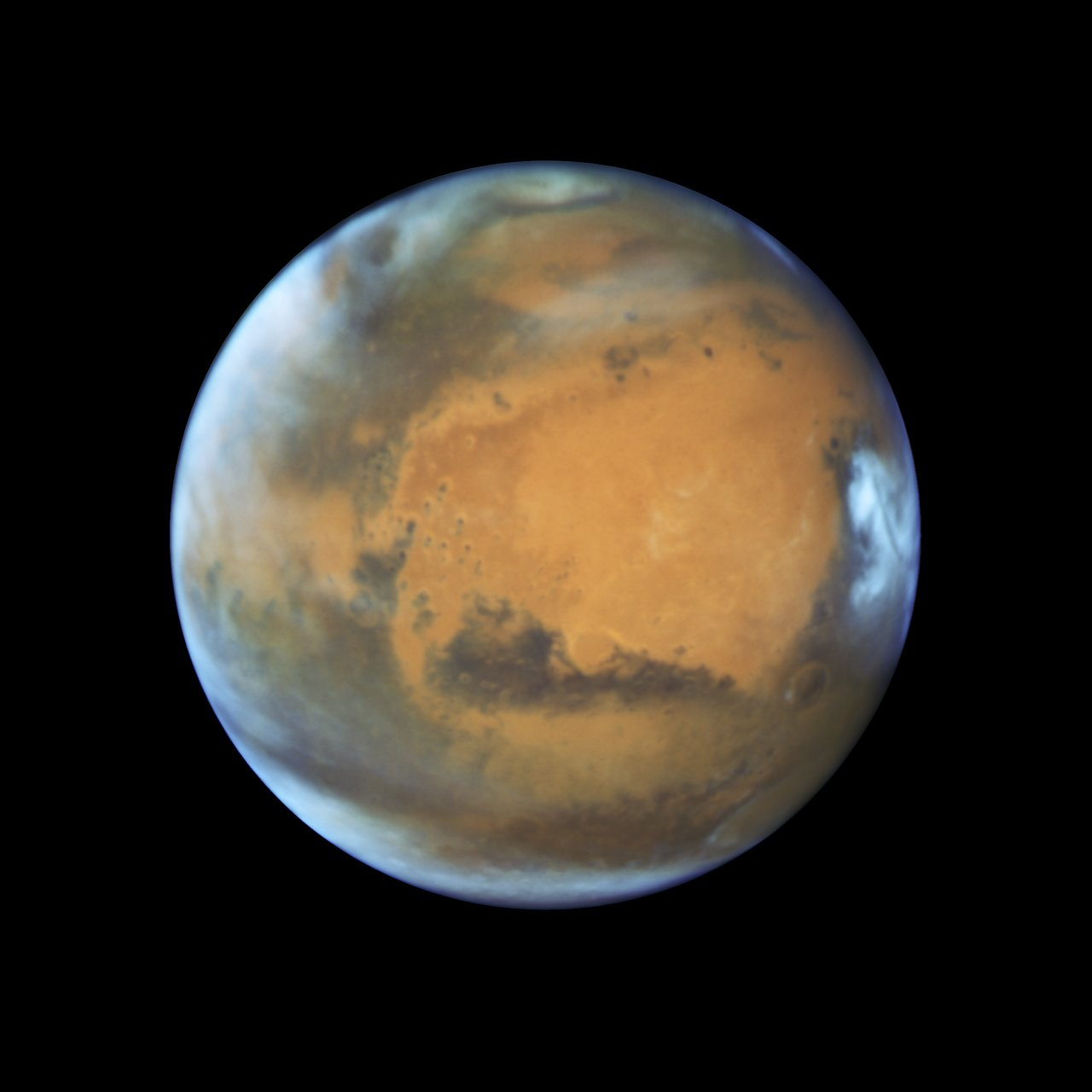
Oposição de Marte (2016)

Oposição é um termo utilizado em astronomia para designar a situação em que dois corpos celestes estão em posições opostas no céu, quando vistos da Terra. Assim, um planeta está em oposição quando a Terra está entre o Sol e a posição desse planeta projetada no plano da eclíptica.